# Sterling Gibbs
Sterling Dupree Gibbs (Scotch Plains, 17 luglio 1993) è un cestista statunitense.
È il fratello di Ashton Gibbs, a sua volta cestista.

## Palmarès
- Coppa di Slovenia: 1

Primorska: 2020